# Hermann Viellieber
Hermann Viellieber (* 9. Januar 1917 in Konstanz; † 23. Januar 1993 ebenda) war ein deutscher Politiker (CDU).

## Leben
Viellieber besuchte die Zeppelin-Oberrealschule in Konstanz bis zur Obersekundareife und absolvierte im Anschluss eine Metzgerlehre. Er leistete von 1937 bis 1939 Reichsarbeitsdienst und nahm von 1939 bis 1945 als Soldat am Zweiten Weltkrieg teil, zuletzt als Hauptmann. Nachdem er die Prüfung als Metzgermeister bestanden hatte, übernahm er 1948 die Leitung der elterlichen Metzgerei. Später war er Präsident des Deutschen Fleischer-Verbandes, Landesinnungsmeister von Baden, Vorstandsmitglied der Fleischerei-Berufsgenossenschaft und Präsidiumsmitglied des Zentralverbandes des Deutschen Handwerks. Zudem fungierte er als Vereidigter Sachverständiger der Handwerkskammer Konstanz.
Viellieber war 1946 Mitbegründer der CDU in Konstanz. Bei den Landtagswahlen 1960, 1964, 1968 und 1972 wurde er jeweils über ein Direktmandat des Wahlkreises Konstanz I als Abgeordneter in den Landtag von Baden-Württemberg gewählt, dem er bis 1976 angehörte.
Hermann Viellieber war verheiratet und hatte sechs Kinder.

## Ehrungen
- 1970: Verdienstkreuz 1. Klasse der Bundesrepublik Deutschland
- 1976: Großes Verdienstkreuz der Bundesrepublik Deutschland
- 1982: Verdienstmedaille des Landes Baden-Württemberg
- 1982: Wilhelm-Niklas-Medaille